# Deutsche Gesellschaft für allgemeine und angewandte Entomologie
Die Deutsche Gesellschaft für allgemeine und angewandte Entomologie (DGaaE) ist eine wissenschaftliche Fachgesellschaft.
Sie entstand 1976 durch den Zusammenschluss der beiden traditionsreichen Verbände „Deutsche Entomologische Gesellschaft“ (DEG, gegründet 1881) und „Deutsche Gesellschaft für angewandte Entomologie“ (DGaE, gegründet 1913).
Die DGaaE vertritt alle deutschen Entomologen, korrespondiert mit anderen regionalen oder nationalen entomologischen Fachgesellschaften und vereinigt alle in Forschung und Praxis beruflich und aus Berufung tätigen Entomologen. Die Gesellschaft richtet im zweijährlichen Rhythmus eine Entomologentagung aus, deren Vorträge und Poster in der Zeitschrift Mitteilungen der DGaaE veröffentlicht werden. Außerdem erscheinen jährlich drei bis vier Hefte der DGaaE-Nachrichten zur gegenseitigen Information der Mitglieder. Seit 2006 ist das Journal of Applied Entomology (1914 durch Karl Leopold Escherich als Zeitschrift für Angewandte Entomologie gegründet) eine offizielle Publikation der DGaaE.
Die DGaaE vergibt verschiedene Preise zur Förderung oder Würdigung wissenschaftlicher Arbeit.

## Fabricius-Medaille (DEG/DGaaE)
Die nach Johann Christian Fabricius benannte Medaille wurde 1941 von Adolf Müller (Berlin), Otto Bang-Haas (Dresden-Blasewitz) und Manfred Koch (Dresden-Wachwitz) gestiftet und satzungsgemäß an den Verfasser der besten deutschsprachigen entomologischen Veröffentlichung des Jahres oder an einen besonders verdienten deutschsprachigen Wissenschaftler für sein Gesamtwerk verliehen.
- 1942: Adolf Horion
- 1943: Sigmund Schenkling
- 1954: Willi Hennig und Hermann Weber
- 1954: Erich Martini
- 1955: August Thienemann
- 1956: Erwin Lindner
- 1958: Erich Martin Hering
- 1959: Kurt Harz
- 1963: Erich Titschack
- 1963: Hermann Weber posthum, zweite Verl.
- 1964: Paul Blüthgen
- 1965: Stefan von Kéler
- 1967: Max Beier
- 1970: Werner Nachtigall
- 1974: Erwin Schimitschek
- 1975: Eduard Wagner
- 1976: Fritz Peus
- 1980: Gustav Adolf Lohse und Hans Georg Amsel
- 1982: Hans Joachim Müller und Peter Zwick
- 1985: Herbert Weidner und Alfons Evers
- 1989: Alfred Kaltenbach
- 1991: Adolf Nadig und Friedrich Schremmer
- 1993: Wolfgang Karg und Friedrich Schaller
- 1995: Hildegard Strübing und Rolf Keilbach
- 1997: Pieter J. den Boer
- 1999: Franz Ressl
- 2001: Bernhard Klausnitzer
- 2003: Günter Ebert
- 2005: P. Andreas Werner Ebmer
- 2007: Ursula Göllner-Scheiding
- 2009: Hans Malicky
- 2011: Wilfried Wichard[2]
- 2013: Manfred Niehuis
- 2015: Thomas Keil
- 2017: Ernst Heiss
- 2019: Bert Hölldobler
- 2023: Ekkehard Wachmann und Axel Hofmann[3]
- 2025: Gerald Moritz

## Karl-Escherich-Medaille (DGaE/DGaaE)
Die Medaille wurde nach dem Initiator und Gründungsvorsitzenden der Deutschen Gesellschaft für angewandte Entomologie Karl Leopold Escherich benannt.
- 1954: Karl Friederichs, Erich Martini und Enoch Zander
- 1957: Robert Wiesmann
- 1959: Friedrich Ludwig Stellwaag und Hans Joachim Müller
- 1963: Fritz Zweigelt und Erwin Schimitschek
- 1965: Heinrich Kemper und Wilhelm Zwölfer
- 1967: Esko Kangas
- 1969: Erich Titschack und Adolf Herfs
- 1971: Fritz Schwerdtfeger
- 1974: Fritz Schneider
- 1976: Wolfgang Klett und Hans Steiner und Mitarbeiter
- 1978: Herbert Weidner
- 1980: Günther Becker
- 1982: Jost Martin Franz
- 1986: Heinrich Schmutterer
- 1989: Jean Pierre Vité
- 1991: Werner Kloft
- 1993: Helmut van Emden und Theo Wetzel
- 1995: Wolfgang Schwenke
- 1997: Kurt Robert Simon Ascher
- 1999: Horst Bathon
- 2001: Norbert Becker
- 2003: Helmut Zwölfer
- 2005: Wittko Francke sowie Erich Dickler und Jürg Huber
- 2007: Anna Levinson und Hermann Levinson
- 2009: Reinhard Albert
- 2011: Urs Wyss[4]
- 2013: Wolfgang Nentwig
- 2015: Ralf-Udo Ehlers
- 2017: Konrad Dettner
- 2019: Fred Klingauf
- 2023 Monika Hilker

## Meigen-Medaille
Zur Erinnerung an den großen Entomologen Johann Wilhelm Meigen (1764–1845) und zur Förderung der entomologischen Forschung auf dem Gebiet der Systematik und Faunistik gestiftet von der DGaaE im Jahre 1993.
- 1993: Richard zur Strassen, Hans-Joachim Hannemann, Rolf Hinz und Klaus Koch
- 1995: Horst Aspöck, Ulrike Aspöck, Wilhelm Lucht und Heinrich Wolf
- 1997: Autorenteam Gerhard Hesselbarth, K. P. Sigbert Wagener und Harry van Oorschot, sowie Werner A. Marggi und Hubert Schumann
- 1999: Wolfgang Heinicke und Paul Westrich
- 2001: Ulrich Sedlag und Ernst Josef Fittkau
- 2003: Rudolf Bährmann
- 2005: Klaus Horstmann und Holger Heinrich Dathe
- 2007: Hubert Pschorn-Walcher, Reinhard Remane und Rüdiger Wagner
- 2009: Gerd Müller-Motzfeld
- 2011: Walter Rudolf Steinhausen[5]
- 2013: Ronald Bellstedt
- 2015: Andreas Stark
- 2017: Josef de Freina
- 2019: Robert Trusch
- 2023: Hannelore Hoch
- 2025 Joachim Ziegler

## Vernetzung
Die Gesellschaft ist Mitglied im  Deutschen Nationalkomitee Biologie (DNK), das die Interessen der Biowissenschaftlerinnen und Biowissenschaftler in den internationalen Organisationen vertritt.